# جامعة مسقط
جامعة مسقط؛ تقع في قلب عاصمة سلطنة عمان مسقط ، وقد تم تأسيسها في عام 2016، وتعتبر أحدث جامعة عالية الجودة في عمان، تقع جامعة مسقط في موقع استراتيجي متميز في شارع الغبرة بمدينة مسقط العاصمة. حيث تتوسط مجموعة من أهم الطرق الرئيسية بالمدينة، وتقترب من الكثير من معالم مسقط الخدمية والترفيهية الشهيرة.

## الرؤية
تمكين الأفراد والمجتمعات من خلال التعلم والتعليم التحوليين ، والبحوث الغنية بالمعلومات والمشاركة الصناعية الاستباقية في عمان ومنطقة دول مجلس التعاون الخليجي.

## الرسالة
أن يتم الاعتراف بها كشركة رائدة في توفير التعليم الجيد والبحوث ذات الصلة بالأولويات الاجتماعية والاقتصادية لسلطنة عمان والمنطقة الأوسع.

## برامج الجامعة
تقدم الجامعة من خلال ثلاث كليات: الأعمال والإدارة ، والهندسة والتكنولوجيا ، والنقل والخدمات اللوجستية؛ مجموعة من برامج البكالوريوس التي تتميز بوجود سنة تدريبية في سوق العمل ضمن سنوات الدراسة. كما تقدم الجامعة مجموعة من برامج الماجستير بالتعاون والارتباط الأكاديمي مع جامعة أستون البريطانية لبرامج البكالوريوس وجامعة كرانفيلد البريطانية لبرامج الماجستير.

## القيم الأساسية
- التميز: تقدم الجامعة تجارب قيمة وتسعى إلى تشجيع الابتكار والأساليب الجديدة في تقديم الخدمة
- الشفافية: الجامعة منفتحة على العالم وتعمل بشفافية أمام الجمهور وتتبنى روح الفريق وتوفر بيئة ترحيبية وداعمة وتعاونية.
- النزاهة: الجامعة تعمل على النزاهة والعدل والصداقة في جميع الأنشطة والعلاقات الداخلية والخارجية.
- الاحتراف: الجامعة تحترف تقديم الخدمات وتعمل على أساس المبادئ الأخلاقية.

## مميزات الحرم الجامعي

### مرافق
تم تجهيز حرم الجامعة بمركز موارد متطور ، وقاعة محاضرات تتسع لـ 250 مقعدًا ، ومناطق خاصة للدراسة ، ومساحات عامة خارجية ، بالإضافة إلى مواقف للسيارات في الموقع ، ومقاهي ، ومطاعم ، ومرافق مصرفية. يقع الحرم الجامعي في مكان ملائم قبالة شارع السلطان قابوس وعلى بعد 10 كيلومترات فقط من مطار مسقط الدولي.
تشمل الجامعة مختبرات وفصول دراسية وهندسة كيميائية وأجهزة حاسوب مجهزة بالكامل مزودة بلوحات ذكية تفاعلية ، مما يضمن خبرات تعليمية وتدريسية عالية الجودة. يحتوي المبنى الخاص بنا على شبكة Wi-Fi عالية السرعة في جميع الأنحاء ، مع مركز مصادر التعلم الذي يوفر الوصول إلى المكتبة ومنطقة المناقشة الجماعية ومساحة هادئة للدراسة الذاتية.

### نوادي طلابية
تمكن الجامعة الطلاب من الانخراط والمشاركة في مجموعة متنوعة من الفرص الغنية عبر مجموعة من الجماعات والنوادي وهي:

- نادي المسرح
- نادي اليسر التطوعي
- نادى التصوير
- نادي رياضي
- نادى الموسيقى
- نادي الإعلام

### الأنشطة الطلابية
جامعة مسقط تشجعك على القيام بالأنشطة اللامنهجية التي تتجاوز المنهج الدراسي الثابت ، في المجالات التي تشمل ما يلي:

- المشاركة المجتمعية.
- التطوع.
- تعلم اللغات.
- الجمعيات والنوادي الطلابية.

### خدمات الطالب
جامعة مسقط تهيئ لك الدراسة في بيئة داعمة ومهتمة، وهي ملتزمة بتزويد الطلاب بتجربة طلابية شاملة بما في ذلك الإرشاد الأكاديمي والشخصي طوال مدة الدراسة.

### دعم الإعاقة
جانب مهم من الخدمات التي تقدمها وحدة دعم الطلاب هو تقديم المشورة والدعم المناسبين للطلاب ذوي الإعاقات الحركية. تساعد مشورة ودعم الخبراء هذه في تعزيز نجاح ورفاهية هذه المجموعات من الطلاب وتعزز تجربتهم الجامعية من خلال خلق بيئة ديناميكية تسمح لهم بتحقيق إمكاناتهم الشخصية والأكاديمية والمهنية.
تقدم الجامعة العديد من الخدمات للطلاب ذوي الإعاقة بما في ذلك مواقف سيارات خاصة ومدخل يسهل الوصول إليه إلى الحرم الجامعي.

### خدمات دعم التعلم
يمكن للطلاب الوصول إلى الدعم والنصائح التعليمية من خلال مركز مصادر التعلم (LRC) المخصص، وهناك أيضًا مساحات مخصصة للدراسة يمكنك استخدامها ، مثل غرف المناقشة في الطابقين الثاني والرابع حيث يمكن للمجموعات العمل بشكل تعاوني.

## وصلات خارجية
- الموقع الرسمي للجامعة
- وزارة التعليم العالي نسخة محفوظة 24 ديسمبر 2006 على موقع واي باك مشين.